# Alf Humphreys
Alfred E. Humphreys, meglio noto come Alf Humphreys (Toronto, 9 agosto 1953 – Stratford, 31 gennaio 2018), è stato un attore canadese.

## Biografia
Ha prestato servizio militare per un breve periodo, guidando i turisti attraverso la savana nell'Ontario settentrionale, sull'Isola di Baffin e nel Québec occidentale, prima di entrare a far parte di una compagnia teatrale a North Bay. Nel 1980 ha iniziato la sua carriera cinematografica.

### Vita privata
Sposato con Elizabeth Moss, dalla quale ha avuto un figlio, è morto nel 2018, a 64 anni, per un tumore al cervello.

## Filmografia parziale

### Cinema
- Il giorno di San Valentino  (My Bloody Valentine), regia di George Mihalka (1981)
- Rambo (First Blood), regia di Ted Kotcheff (1982)
- X-Men 2, regia di Bryan Singer (2003)
- Il mio ragazzo è un bastardo (John Tucker Must Die), regia di Betty Thomas (2006)
- Diario di una schiappa (Diary of a Wimpy Kid), regia di Thor Freudenthal (2010)
- Diario di una schiappa 2 - La legge dei più grandi (Diary of a Wimpy Kid: Rodrick Rules), regia di David Bowers (2011)
- Diario di una schiappa - Vita da cani (Diary of a Wimpy Kid: Dog Days), regia di David Bowers (2012)

### Televisione
- X-Files (The X-Files) - serie TV, episodi 1x09-3x01 (1993)
- Smallville - serie TV, un episodio (2001)

## Doppiatori italiani
Nelle versioni in italiano delle opere in cui ha recitato, Alf Humphreys è stato doppiato da:
- Giovanni Petrucci in Millennium, X-Men 2
- Paolo Poiret in Rambo
- Antonio Palumbo in X-Files (ep. 3x01)
- Lucio Saccone in X-Files (ep. 5x04)
- Gerolamo Alchieri in Smallville
- Davide Marzi ne Il mio ragazzo è un bastardo
- Enrico Di Troia in Diario di una schiappa - Vita da cani